# Aglaia silvestris
Aglaia silvestris är en tvåhjärtbladig växtart som först beskrevs av Max Joseph Roemer, och fick sitt nu gällande namn av Elmer Drew Merrill. Aglaia silvestris ingår i släktet Aglaia och familjen Meliaceae. Inga underarter finns listade i Catalogue of Life.